# 名古屋市立なごや小学校
名古屋市立なごや小学校（なごやしりつ なごやしょうがっこう）は、愛知県名古屋市西区幅下一丁目にある公立小学校。

## 概要
2015年（平成27年）4月に、それまであった幅下小学校、那古野小学校、江西小学校の3校（読み方は順に「はばした」「なごの」「えにし」）を統合して設立された。
新校舎は3校のうちもっとも広い敷地を確保できる幅下小学校を解体後、北隣に隣接する幅下公園と合わせて一体で再整備し、地上3階建、延床面積7,140m²の新校舎を建設、体育館とプールについては幅下小学校のものを改修して引き続き活用し2017年（平成29年）度より運用を開始した。幅下公園との間にあった市道は校地拡張により廃止された。敷地内には地下10m付近を名古屋市営地下鉄鶴舞線のシールドトンネル2本が通っている。
新校舎完成までの2年間は旧江西小学校校舎を西校舎、旧那古野小学校校舎を東校舎として分散授業を行っていた。

## 歴史

### 沿革
- 2010年（平成22年） - 児童数の増加が望めない市内の小規模校44校の統合計画を市教委が策定。3校は最優先対象として含まれた[2]。
- 2013年（平成25年） - 3校を統合することで地元学区が合意[2]。
- 2015年（平成27年） - 開校。旧江西小学校校舎を西校舎、旧那古野小学校校舎を東校舎として分散授業を開始。
- 2017年（平成29年）4月 - 幅下小跡地に統合新校舎を建設し統合授業を開始。

### 歴代校長
※ 括弧内は在任年度（1-3月は前の年の年度とする）
- 初代：鬼頭 昌也（2015-2017）
- 二代：川本 哲也（2018-2019)
- 三代：田中 雄司（2020-2022）
- 四代：笹口 誠 ※「あい・あい・あいさつプロジェクト考案者」 （2023-）

## 通学区域
全域が名古屋市西区。新校舎完成まで行われていた分散授業では、旧江西小学校区は西校舎（旧江西小）、旧那古野小学校区は東校舎（旧那古野小）とし、旧幅下小学校区は西校舎を基本としつつ一部地域に居住する児童は東校舎で分散授業を行っていた。
| 住所                 | 分散授業 | 分散授業 | 旧学区 | 旧学区 | 旧学区 |
| 住所                 | 西校舎   | 東校舎   | 江西   | 那古野 | 幅下   |
| -------------------- | -------- | -------- | ------ | ------ | ------ |
| 牛島町               | ●        |          | ●      |        |        |
| 押切一丁目の一部     | ●        |          | ●      |        |        |
| 菊井一丁目の一部     | ●        |          | ●      |        | ●      |
| 菊井二丁目           | ●        | ●        | ●      | ●      | ●      |
| 城西一丁目の一部     | ●        |          |        |        | ●      |
| 新道一丁目           | ●        |          | ●      |        | ●      |
| 新道二丁目           | ●        | ●        |        | ●      | ●      |
| 浅間一丁目の一部     | ●        |          |        |        | ●      |
| 浅間二丁目の一部     | ●        |          | ●      |        | ●      |
| 那古野一丁目・二丁目 | ●        | ●        |        | ●      | ●      |
| 則武新町三丁目の一部 | ●        |          | ●      |        |        |
| 幅下一丁目           | ●        |          |        |        | ●      |
| 幅下二丁目           | ●        | ●        |        | ●      | ●      |
| 名駅一丁目           | ●        |          | ●      |        |        |
| 名駅二丁目           | ●        | ●        |        | ●      | ●      |
| 名駅三丁目           |          | ●        |        | ●      |        |

## 進学先中学校
- 名古屋市立菊井中学校
なごや小学校と菊井中学校は校区が一致している。他の中学校へ別れることも、他の小学校区から菊井中学校へ合流することもないため同級生の顔ぶれが変化しない[4]。